# Geschichte der Stadt Leipzig

Stadtwappen von Leipzig

Die Geschichte Leipzigs wurde von seiner Bedeutung als Handelsplatz geprägt. Bereits früh hatte es durch die günstige Lage am Schnittpunkt der Handelswege und durch Messeprivilegien eine herausragende Position im Warenhandel, später auch im Buchdruck und -handel inne. Leipzig war nie Residenzstadt oder Bischofssitz und stets städtebürgerlich geprägt. Die 1409 gegründete Universität Leipzig ist eine der ältesten Universitäten auf dem Gebiet der heutigen Bundesrepublik Deutschland. Im 19. und 20. Jahrhundert wuchs Leipzig stark an und war zeitweise nach Berlin, Hamburg und Breslau die viertgrößte deutsche Stadt noch vor München. Als industrieller Standort hat sie seit der Wiedervereinigung an Bedeutung verloren, behauptet sich aber als Messe- und Universitätsstadt und durch ihr kulturelles Erbe.

## Vorgeschichte
Die ältesten Hinweise auf die Besiedlung des Leipziger Stadtgebiets datieren aus der Jungsteinzeit. Auf dem Matthäikirchhof wurden Hinterlassenschaften der bandkeramischen Kultur entdeckt. Auch Funde der Kugelamphorenkultur sind bekannt. Bronzezeitliche Urnen mit Leichenbrand wurden auf den Geländen des Südfriedhofes und des ehemaligen Dominikaner-Klosters gefunden. Kaiserzeitliche Funde elbgermanischen Typus in der Gegend in und um Leipzig werden gewöhnlich als Hinterlassenschaften des suebischen Stammes der Hermunduren gedeutet.
Der griechische Mathematiker und Astronom Claudius Ptolemäus schuf im zweiten Jahrhundert nach Christus mit der Geographike Hyphegesis einen Atlas der damals bekannten Welt. Die Karte zu „Germania magna“ (Großgermanien), die er mit Unterstützung von Landvermessern der römischen Armee in Germanien zeichnete, enthält neben Angaben zu zahlreichen Gebirgen, Flüssen und Inseln die Namen von 94 Orten auf dem Gebiet der Germania magna, darunter auch die Siedlung „Aregelia“. Gemäß der Interpretation eines interdisziplinären Forscherteams des Instituts für Geodäsie und Geoinformationstechnik der Technischen Universität Berlin unter Leitung von Dieter Lelgemann soll die Stadt Aregelia auf dem Gebiet von Leipzig gelegen haben.
Bis zum Jahr 531 gehörte der Raum der späteren Stadt Leipzig zum Königreich der Thüringer. Nach der Niederlage gegen die Franken verließen die Thüringer die Region zwischen Elbe, Saale und Mulde. Um ca. 600 besiedelten dann Slawen dieses Gebiet und vermischten sich mit den verbliebenen Thüringern. Erstmals schriftlich belegt wurde die Anwesenheit der Sorben in der burgundischen Fredegar-Chronik aus dem Jahr 631. Die Region um Leipzig wurde als „Chutizi“ bezeichnet.
Nach mehreren kleineren Auseinandersetzungen mit den Franken fielen diese in die Gebiete der Slawenstämme ein und gründeten zum Beispiel das Bistum Erfurt. Weitere Vorstöße folgten gegen die 
Sachsen, und so wurden mehrere Kastelle (zum Beispiel Magdeburg und Halle) gegründet, um Einfälle von sorbischer Seite unterbinden zu können.

## Leipzig im Mittelalter – Von der ostfränkischen Burgsiedlung zur Stadt

### Namensherkunft
Der Name Leipzig wird üblicherweise als „Ort der Linden“ gedeutet, abgeleitet aus einer slawischen Form *Lipьsko (vgl. lipa „Linde“), wozu auch die heutigen Benennungen Leipzigs in den slawischen Nachbarsprachen (tschech. Lipsko, sorb., poln. Lipsk) passen. Namenkundliche Untersuchungen der letzten Jahre haben dies allerdings in Zweifel gezogen, da die ältesten Belege (wie Libzi) bis 1185 konsequent die Schreibungen -b- in der Wurzel und -(i)z(i) in der Endung zeigen – beides nur schwer mit der Deutung *Lipьsko vereinbar. Karlheinz Hengst bietet stattdessen einen Vergleich mit der slawischen Wurzel lib- an, erstens belegt in der Bedeutung „schwanken, wogen“ (wegen unsicherem, sumpfigem Gelände?), zweitens als „schmal, schlank, schwach“ (d. h. auf einer schmalen Stelle trockenen Landes?). Für beides finden sich aber ungewöhnlicherweise so gut wie keine vergleichbaren Ortsnamen im slawischen Sprachraum, sodass der Kern des Namens möglicherweise noch aus vorslawischer Zeit stammt. Ihr mag letztlich eine indogermanische Wurzel *leiH- „gießen, fließen, tröpfeln“ zugrunde liegen, die sich auf die vielen Fließgewässer um die Leipziger Altstadt (Elster, Pleiße, Parthe) beziehen könnte. Diese wäre dann von den Slawen mit einer eigenen Endung (z. B. -ьc oder -ica, später -z geschrieben) versehen worden. Hans Walther sieht in Libzi der Endung wegen einen slawischen Personenplural (-ьcy), also eine Ortsangabe nach Bewohnern („(bei) den Lib-Leuten“). Zur Zeit der deutschen Landnahme schließlich, als der Bestandteil Lib- schon lange nicht mehr verstanden wurde, wäre der Name dann sekundär an die viel häufigeren Ortsnamen mit lipa „Linde“ angeschlossen worden.

### Anfänge und Wachstum
Wahrscheinlich war das Leipziger Land im frühen 8. Jahrhundert wieder besiedelt, das Gebiet des späteren Stadtkerns erweisen zwei unbefestigte Siedlungen im 9. Jahrhundert als bewohnt.

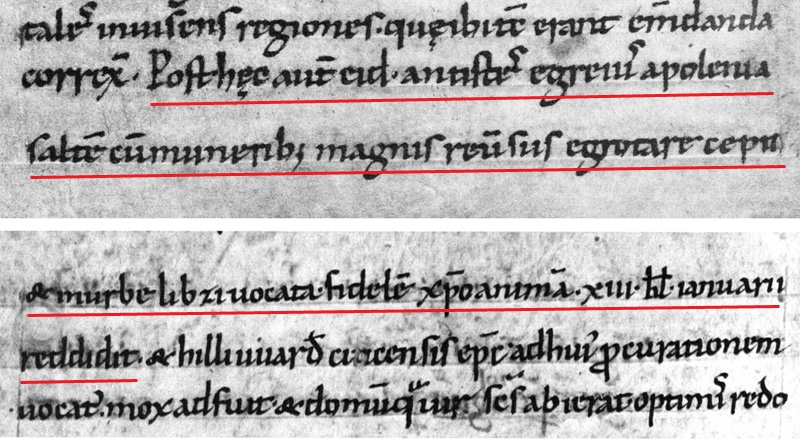
Ersterwähnung Leipzigs in der Chronik des Thietmar von Merseburg

Am Anfang des 10. Jahrhunderts wurden mehrere ostfränkische Burgen an den Standorten ehemaliger sorbischer Dörfer errichtet, wie auch bei Lipsk, wo sich die Sorben am Bau der Burg Leipzig zu beteiligen hatten, so dass diese wahrscheinlich schon 929 fertiggestellt wurde. Nach Forschungen des Archäologen Herbert Küas war die hochmittelalterliche Leipziger Reichsburg, oder „castrum Lipsk“ (nicht zu verwechseln mit der später errichteten spätmittelalterlichen Pleißenburg) eine streng rechteckige großflächige Anlage am Rand des Stadtkerns. Sie hatte eine Grundfläche von ungefähr 150 × 90 Metern, wobei die Mauer etwa eine Stärke von 3,50 m hatte und eine Höhe von 30 m. Im Zentrum der Anlage befand sich ein Wehrturm. Die gesamte Burg war in mehrere Unterburgen und eine Hauptburg unterteilt, welche durch vorgelagerte Bastionen geschützt wurden. Die Lage der Burg ist umstritten. Aufgrund des Flurnamens „Alteburg“ vermuteten sie viele Forscher in der Partheaue, in der Nähe der heutigen Lortzingstraße. Im Gebiet des Matthäikirchhofs ist eine Burg erst 1216 durch die Pegauer Annalen bezeugt. Eine mit einem Graben befestigte Vorburgsiedlung (Suburbium) befand sich zwischen Großer Fleischergasse und Hainstraße. Die älteste Keramik stammt hier aus dem ausgehenden 9. Jahrhundert.
Zu dieser Zeit wurden auch die ersten Kapellen erbaut, so zum Beispiel die Petruskapelle oder die der irisch-schottischen Mönche nach dem Vorbild des Mutterklosters St. Bonifatius in Erfurt. Es entstand die „urbs Libzi“, wie sie Thietmar von Merseburg im Jahr 1015 in seiner Chronik erstmals nennt. Er gab den Sterbeort des Bischofs von Meißen, Eidos I., mit urbs Libzi an, eine vier Hektar große Siedlung, wie jüngste Grabungen erwiesen. Im 11. Jahrhundert fand eine Erweiterung der Siedlung nach Südosten statt.

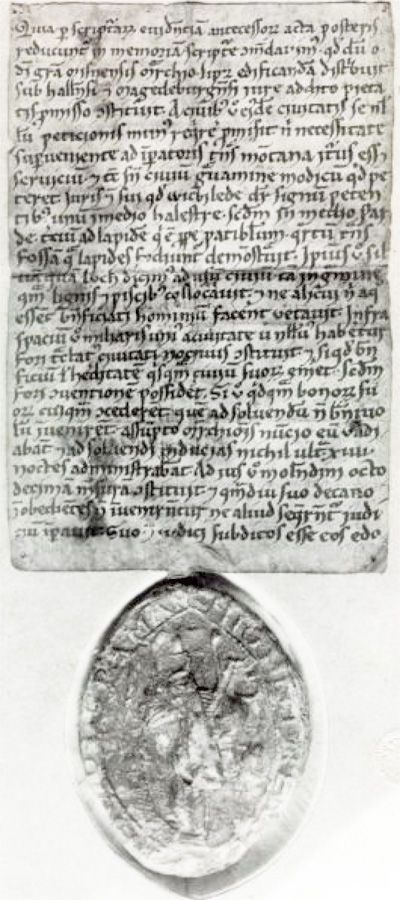
Der Leipziger Stadtbrief

Als Gründungsjahr der Stadt wird dennoch das Jahr 1165 angesehen: die überlieferte Urkunde, der sogenannte Stadtbrief, mit der Markgraf Otto der Reiche von Meißen dem Ort an der Kreuzung der Via Regia mit der Via Imperii das Stadtrecht und das Marktprivileg erteilt, trägt indessen kein Datum und wurde wahrscheinlich erst nachträglich angefertigt.
Der erste Nachweis der Münzstätte Leipzig ist mit Brakteaten des Markgrafen Otto des Reichen erbracht worden. Die erste urkundliche Erwähnung einer Leipziger Münze erfolgte um 1220.
An der Spitze der Stadt standen ursprünglich Vögte als Vertreter des Landesherrn. Seit dem 13. Jahrhundert übernahm ein einheimischer Schultheiß (scultetus) die Leitung der Stadt. Ihm standen Beisitzer (consules) zur Seite. Ab 1301 übernahmen Bürgermeister und „Rat“ die Regierung. Der Rat bestand aus 12 bis 15 Mitgliedern, die jährlich wechselten. Seit dem 15. Jahrhundert wurden die Ratsämter auf Lebenszeit vergeben.
Die älteste erhaltene Stadtpfarrkirche, St. Nikolai, wurde ab 1165 erbaut. 1212 kam die Thomaskirche hinzu, gleichzeitig wurde der Thomanerchor gegründet. Im Lauf des 13. Jahrhunderts wurden auch mehrere Klöster gegründet, darunter das Thomaskloster als Chorherrenstift der Augustiner und das Zisterzienserinnenkloster St. Georg.
Das älteste Krankenhaus der Stadt – erstmals erwähnt als Spittal sente Jorgen – wurde 1212 als Teil des Thomasklosters gegründet. Es diente der Aufnahme von Kranken, aber auch von Pilgern und Obdachlosen. 1439 wurde es von der Stadt gekauft. Aus ihm ging das heutige Klinikum St. Georg hervor.
Im Jahre 1409 wurde die „Alma Mater Lipsiensis“, die Universität Leipzig, als eine der ältesten deutschen Universitäten gegründet. An der Prager Karls-Universität waren die Stimmrechte der Universitäts-Nationen verändert worden und es gab Spannungen zwischen traditionellen und hussitisch eingestellten Theologen, weshalb die deutschen Professoren und Studenten nach Leipzig auszogen.
Durch die 1485 unterzeichnete Leipziger Teilung fiel Leipzig zusammen mit den östlichen wettinischen Besitzungen der albertinischen Linie zu.

### Leipziger Messe
Im Mittelalter liegen auch die Ursprünge der Leipziger Messe. Im Jahre 1190 wurden die Oster- und Michaelismärkte bestätigt, 1268 das Geleitschutzprivileg erlassen. Diese Privilegien legten den Grundstein für den Aufstieg des Leipziger Fernhandels. Durch ein Privileg des römisch-deutschen Königs und späteren Kaisers Maximilian I. wurden sie 1497 zur Reichsmesse erhoben. Erweitert wurde das Messeprivileg durch das Stapelrecht. Zudem wurde eine Strafe von 50 Goldmark über jede Stadt verhängt, die gegen die Vormachtstellung des Leipziger Marktes verstieß. Die Bestimmungen des königlichen Privilegs gingen insbesondere zulasten anderer regionaler Handelszentren wie Erfurt, Halle und Magdeburg.
Auch nach 1497 gab es Versuche, die Herausbildung der Dominanz Leipzigs im regionalen und Fernhandel zu hintertreiben. So richteten Frankfurt/Oder, Naumburg, Annaberg und Erfurt weitere oder neue Märkte ein und verstießen damit gegen das Privileg. 1515 wurde deshalb eine Urkunde vom Papst eingeholt, welche nun auch kirchliche Strafen androhte. Im Laufe der Jahrhunderte entwickelte sich Leipzig stetig vom eher lokalen beziehungsweise regionalen Handelsplatz zum internationalen Messestandort. Vor allem im Ost-West-Handel nahm es eine bedeutende Rolle ein.

## Frühe Neuzeit

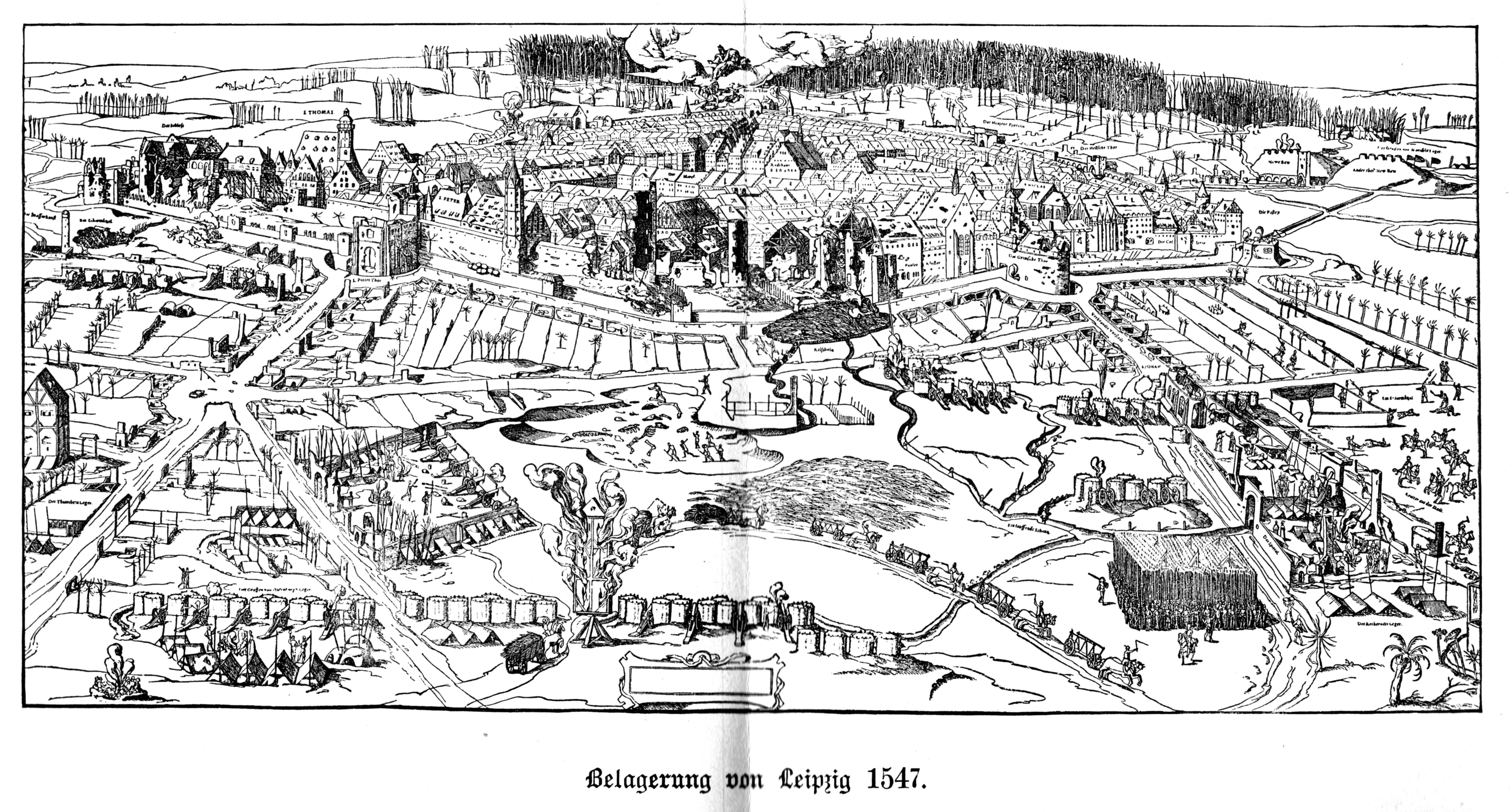
Belagerung von Leipzig im Jahr 1547

Belagerung durch Heinrich von Holk während des Dreißigjährigen Krieges im Jahr 1632

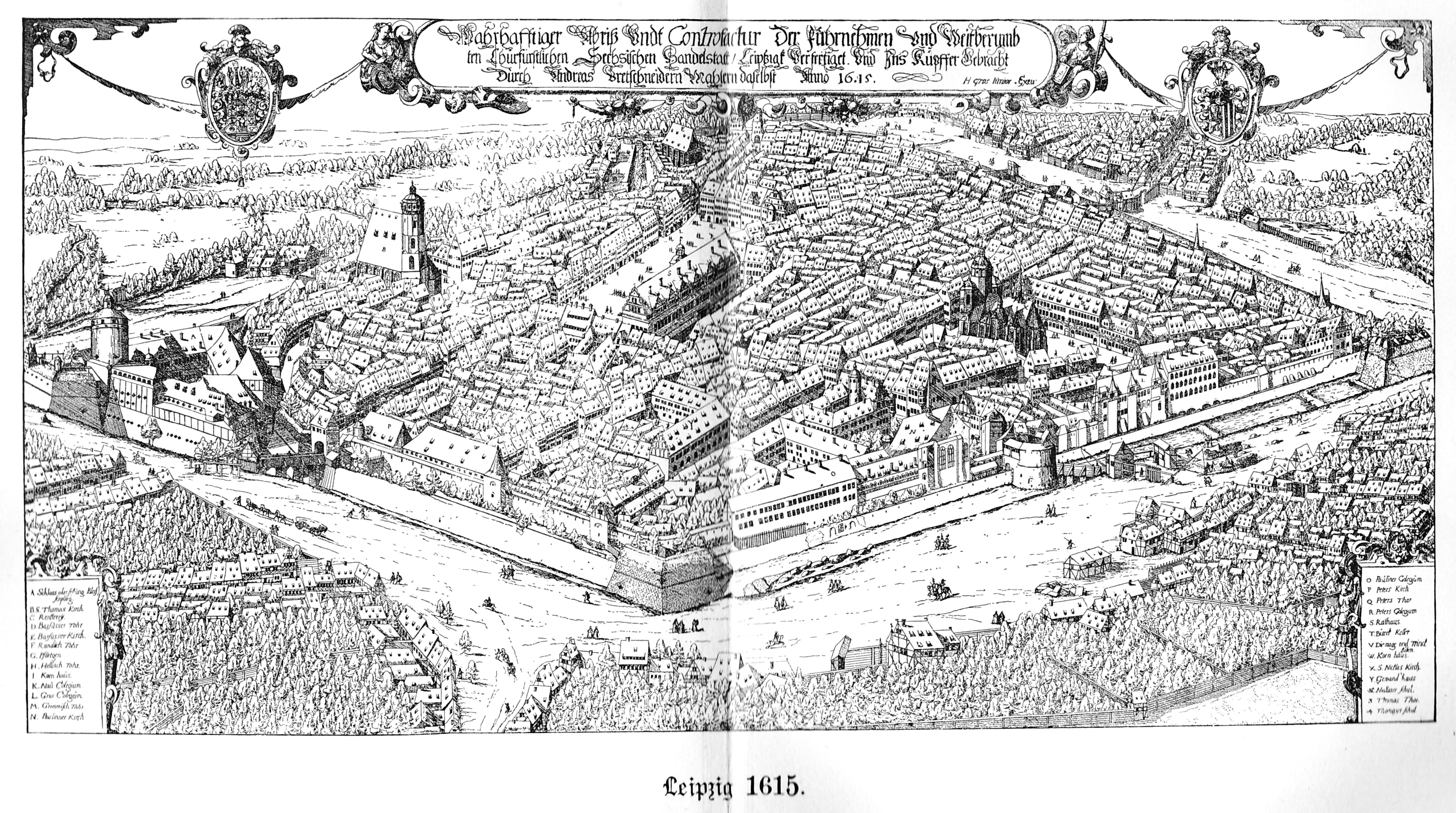
Leipzig 1615

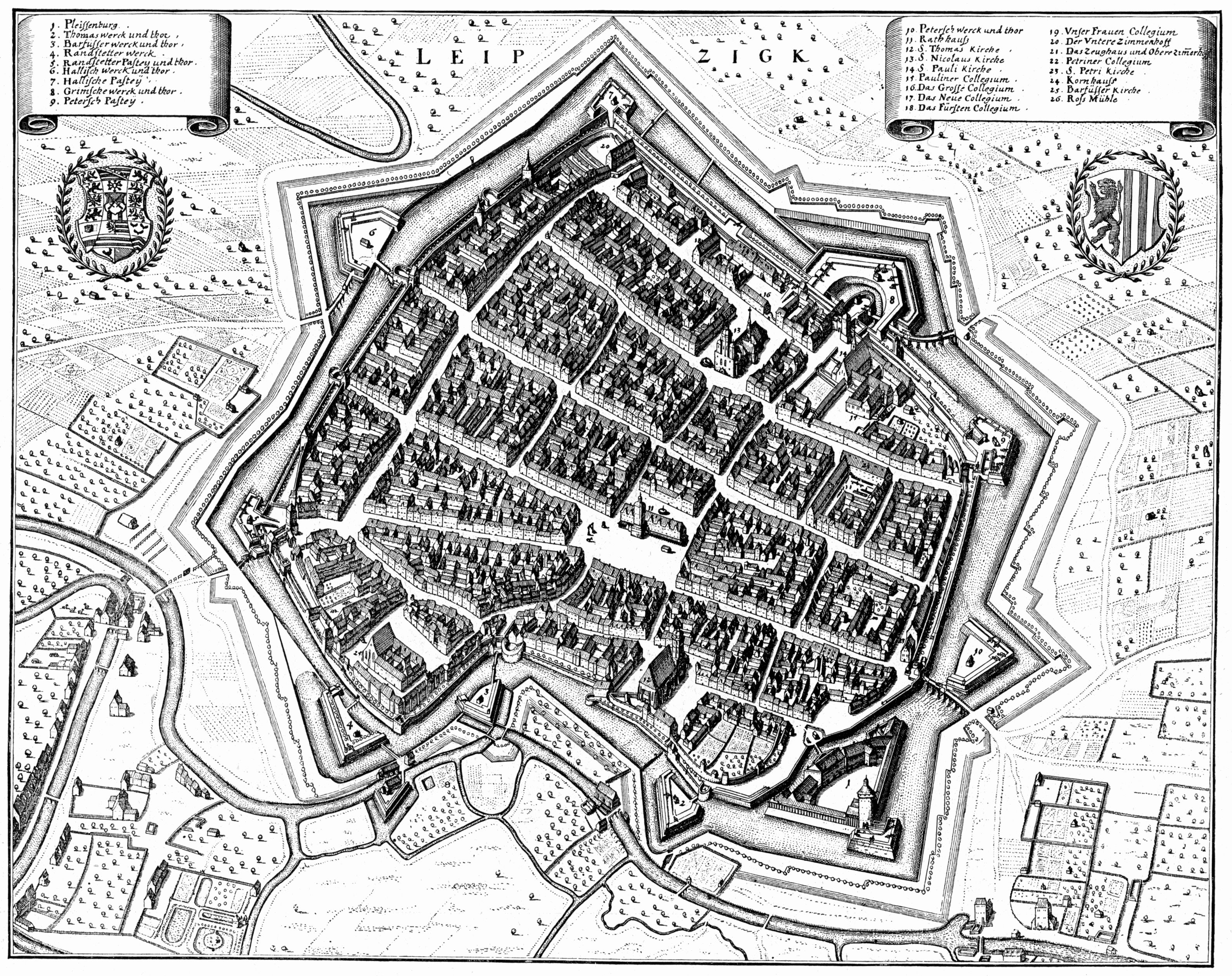
Luftansicht in der Mitte des 17. Jahrhunderts (nicht genordet)

Eine Feuersbrunst im Jahr 1468 zerstörte die Gebäude der Straße Brühl halb, die von 1518 ganz. Sie wurden wieder aufgebaut und der Brühl mit seinen Rauchwarenhändlern entwickelte sich im Lauf der Jahrhunderte zu einem Pelz-Welthandelszentrum. Einige Zeit erwirtschaftete das Pelzhandelszentrum des Leipziger Brühl den größten Anteil der Steuereinnahmen Leipzigs, 1913 sollen es etwa 40 Prozent des Steueraufkommens gewesen sein. Mehr als 11.000 Leipziger waren in der Rauchwarenwirtschaft beschäftigt. Ein Drittel der Welternte an Rauchwaren wurde über den Brühl umgeschlagen. Dies endete mit der Vertreibung der jüdischen Geschäftsleute nach der Machtergreifung der Nationalsozialisten im Jahr 1933, endgültig verschwanden die Pelzunternehmen nach der Wiedervereinigung Deutschlands.
Auch in Leipzig begann im 15. Jahrhundert die Hexenverfolgung. Zwischen 1479 und 1730 gerieten nach aktuellem Forschungsstand 30 Personen in Hexenprozesse, 14 davon wurden hingerichtet, eine Person starb während der Folter. Der Leipziger Stadtrat bewilligte am 13. Mai 2019 eine Gedenktafel für die Opfer der Leipziger Hexenverfolgungen am Alten Rathaus, dem ehemaligen Sitz des Leipziger Schöffenstuhls.
Bereits 1501 gab der Leipziger Rat die erste Wasserleitung in Auftrag. Sie wurde von dem Röhrenmeister Andreas Gentzsch aus Kiefernstämmen erbaut und versorgte öffentliche Brunnen auf dem Brühl und dem Marktplatz, das Paulinerkloster und zahlreiche Bürgerhäuser mit dem Wasser des Marienbrunnens. 1519 wurde eine Wasserkunst errichtet, um das Wasser des Pleißenmühlgrabens nutzen zu können, weitere folgten später. 1511/12 wurde die Alte Nikolaischule als erste städtische Lateinschule eingerichtet.
1519 fand in der Pleißenburg die Leipziger Disputation zwischen Martin Luther und dem Gegner der Reformation Johannes Eck statt. Nach dem Tod des altgläubig gebliebenen Herzogs Georg 1539 wurde unter dessen Nachfolger Heinrich unter Beteiligung von Luther und Justus Jonas die Reformation in der Stadt eingeführt. Johann Pfeffinger wurde erster Superintendent der Stadt.
Im Januar 1547 wurde Leipzig während des Schmalkaldischen Krieges zwei Wochen lang durch die Truppen des ernestinisch-sächsischen Kurfürsten Johann Friedrich I. belagert, ohne dass es ihnen gelang, die Stadt einzunehmen. Nach dieser Belagerung wurden die Verteidigungsanlagen durch Anlage von Basteien grundlegend neu gestaltet, wovon heute noch die Moritzbastei zeugt.
Das Alte Rathaus wurde ab 1556 binnen eines Jahres unter dem Bürgermeister Hieronymus Lotter im Stil der deutschen Renaissance erbaut.
Am 17. September 1631 war Leipzig mit der Schlacht bei Breitenfeld Schauplatz einer der größten Niederlagen der Kaiserlichen unter Tilly im Dreißigjährigen Krieg. Im heute zu Leipzig gehörenden ehemaligen Rittergut Breitenfeld erinnert heute ein Gustav-Adolf-Denkmal an den schwedischen Heerführer Gustav-Adolf. Ein Jahr darauf, am 16. November 1632, fiel Gustav-Adolf in der Schlacht bei Lützen, etwa 10 km südwestlich der heutigen Leipziger Stadtgrenze.
Am 2. November 1642 wurde Leipzig mit der sog. Zweiten Schlacht bei Breitenfeld erneut zum Austragungsort der nach der Schlacht bei Nördlingen zweitgrößten Schlacht des Dreißigjährigen Krieges, die von den Schweden deutlich gewonnen wurde. Nach der Schlacht wurde auch die Stadt Leipzig erobert und blieb von 1642 bis 1650 von den Schweden besetzt, auch nach dem 1645 abgeschlossenen Waffenstillstands von Kötzschenbroda zwischen Kursachsen und Schweden. Die Kapitulation von Leipzig brachte den Schweden Einnahmen von 120.000 Reichstalern in bar und 30.000 in Tuch und weitere 3.500 Reichstaler pro Monat.
Ab dem 1. Juli 1650 erschienen die Einkommenden Zeitungen als Nachfolger der Wöchentlichen Zeitung. Sie gelten, da sie sechs Mal in der Woche erschienen, als erste Tageszeitung der Welt.
1660 beginnt auch die Geschichte der Stadtreinigung, der erste Rathsmarktkehrer der Stadt wird eingestellt. Dies war auch sehr nötig, da bereits jeder 5. Bewohner der Stadt durch Epidemien umgekommen war.

## 18. Jahrhundert
Leipzig erwarb den Spitznamen „Kleines Paris“, als die fortschrittsbewusste Messestadt im Jahr 1701 mit einer Straßenbeleuchtung ausgestattet wurde und sich fortan mit der mondänen Seine-Metropole vergleichen konnte. Der Vorschlag zum Aufbau einer Straßenbeleuchtung kam von König Friedrich August II. Bereits 1695 hatte die Leipziger Kaufmannschaft den Aufbau von Laternen gefordert, sich damit aber nicht durchsetzen können.

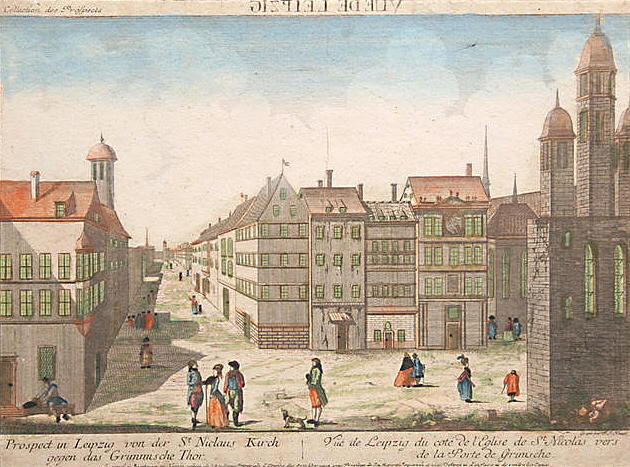
Der Nikolaikirchhof im späten 18. Jahrhundert (seitenverkehrt)

Anfang des 18. Jahrhunderts studierte Georg Philipp Telemann in Leipzig und gründete hier das Collegium musicum. Von 1723 bis zu seinem Tod 1750 war Johann Sebastian Bach vom Rat der Stadt als Thomaskantor und „Director musices“ (Leiter der gesamten Kirchenmusik in der Stadt) angestellt. Hier entstanden u. a. die Johannespassion, die Matthäuspassion, das Weihnachtsoratorium, die H-Moll-Messe und die Kunst der Fuge. 1729 übernahm Bach die Leitung des Collegium Musicum, das bis 1741 im Zimmermannschen Kaffeehaus zahlreiche seiner weltlichen Kantaten und Instrumentalkompositionen aufführte.
Während des Siebenjährigen Krieges wurde Leipzig zwischen 1756 und 1763 mehrmals durch Preußen besetzt. Als der preußische König Friedrich II. im November 1760 von der Stadt 1,1 Millionen Taler Kontribution forderte, weigerte sich der Rat der Stadt, woraufhin Friedrich die prominentesten Ratsherren und reichsten Kaufleute ins Gefängnis werfen ließ. Der Berliner Kaufmann Johann Ernst Gotzkowsky mischte sich ein und erreichte eine Herabsetzung der Kontribution auf 800.000 Taler, die er dem eingeschüchterten Stadtrat vorschoss. Die Summe zahlte er in umgeschmolzenen Münzen mit verschlechtertem Edelmetallgehalt (die schon im Winter 1756/57 eine Inflation in Preußen und Sachsen ausgelöst hatten), ließ sich die Schuldverschreibung jedoch in alter, hochwertiger Münze geben und erzielte auf diese Weise bis zu 40 Prozent Gewinn.
Von 1765 bis 1768 studierte Johann Wolfgang von Goethe in Leipzig. Sein Griechenland-Bild war von den Leipziger Griechen geprägt, die die größte griechische Gemeinde außerhalb Griechenlands stellten.

## 19. Jahrhundert

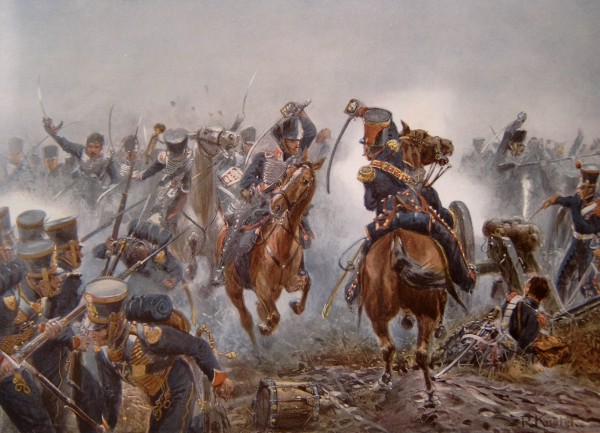
Völkerschlacht 1813

Nachdem Sachsen seit 1806 mit Frankreich verbündet war, fand im Jahre 1813 die Völkerschlacht bei Leipzig statt, bei der im Zuge der Befreiungskriege die gegen Napoleon verbündeten Heere Österreichs, Preußens, des Russischen Reichs, Schwedens und deutscher Patrioten dem napoleonischen Frankreich und seinen Verbündeten, darunter dem Königreich Sachsen, eine entscheidende Niederlage beibrachten. Am 19. Oktober 1813 wurde der sächsische König Friedrich August. I in Leipzig gefangen genommen.
1825 erfolgte in Leipzig die Gründung des Börsenvereins der Deutschen Buchhändler.
Mit der Einführung der neuen Städteordnung für das Königreich Sachsen 1832 gab es nun eine von der Bevölkerung gewählte Stadtverordnetenversammlung und einen Bürgermeister, der in Leipzig ab 1877 den Titel Oberbürgermeister erhielt. Bereits 1874 war Leipzig aus der Amtshauptmannschaft ausgeschieden und eine „exemte Stadt“ geworden. (Heute bezeichnet man solche Städte als kreisfreie Stadt.) Sie blieb aber weiterhin Sitz von Amts- und Kreishauptmannschaft Leipzig.

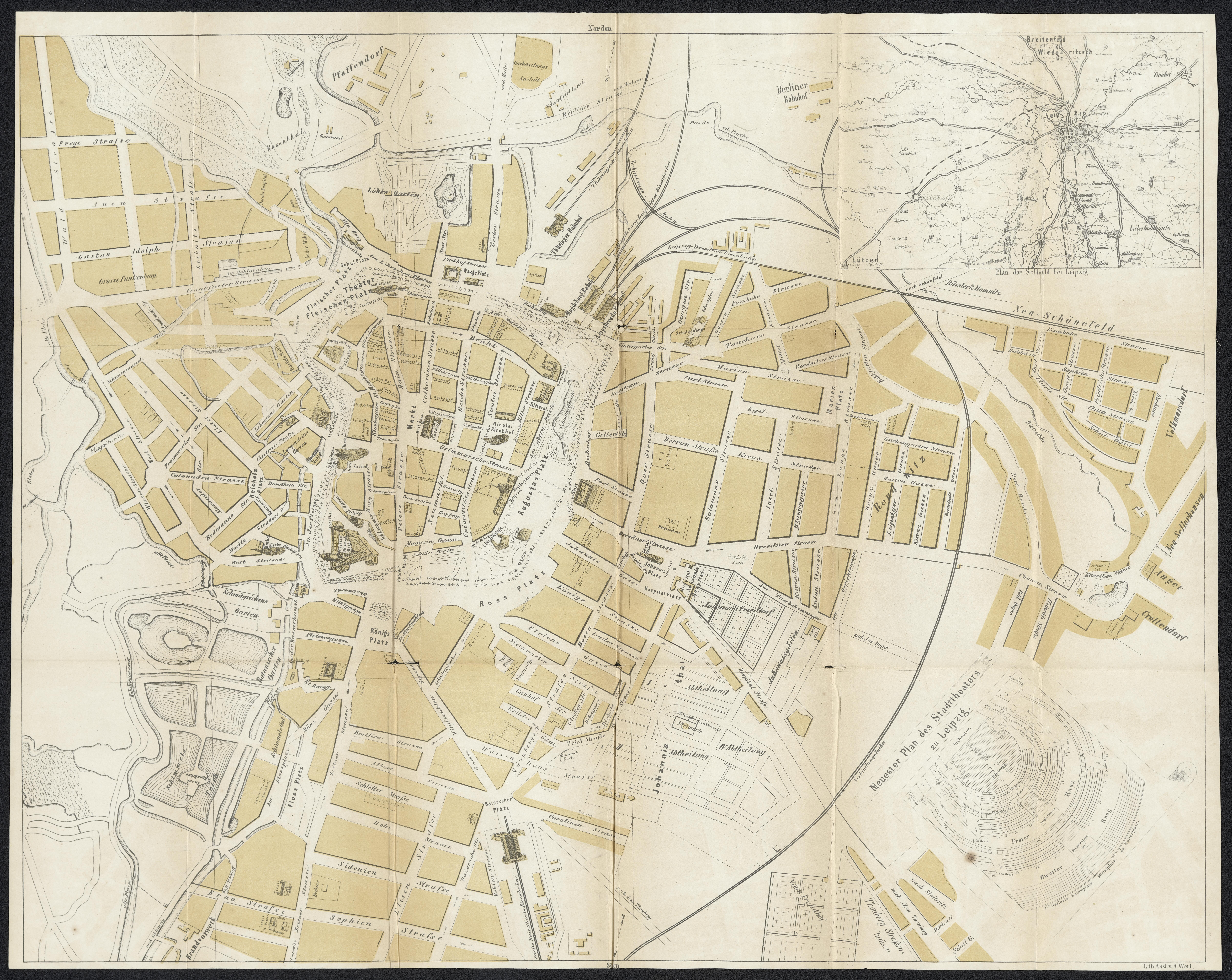
Stadtplan von Leipzig von 1863

Leipzig und Umgebung 1901

Im August 1835 wurde Felix Mendelssohn Bartholdy Gewandhauskapellmeister. Er behielt dieses Amt bis zu seinem Tod im November 1847 und reformierte mit dem Gewandhausorchester das europäische Konzertleben. In dieser Zeit entstanden u. a. die Sinfonie Nr. 3 („Schottische“ Sinfonie), das Violinkonzert e-Moll und das Oratorium Elias.
1839 wurde die Leipzig-Dresdner Eisenbahn als erste deutsche Fernbahnstrecke eröffnet. Leipzig entwickelte sich allmählich zum wichtigsten Verkehrsknotenpunkt in Mitteldeutschland, was sich auch darin äußerte, dass dort von 1902 bis 1915 der größte Kopfbahnhof Europas entstand.
Im Vormärz kam es in Leipzig im Zuge des Besuchs des Prinzen Johann im August 1845 zu Auseinandersetzungen mit Todesopfern und darauf folgend zu Demonstrationen gegen die sächsische Regierung. Diese Vorkommnisse wurden unter dem Namen Leipziger Gemetzel bekannt.
Am 23. Mai 1863 wurde in Leipzig der Allgemeine Deutsche Arbeiterverein (ADAV) gegründet. Er gilt als älteste demokratische Partei in Deutschland und als die erste Vorgängerorganisation der bis heute bestehenden SPD.
1877 entstand das erste Leipziger Wasserwerk in Naunhof, 1897 der erste Wasserturm in Möckern, 1907 der in Probstheida.

## 20. Jahrhundert

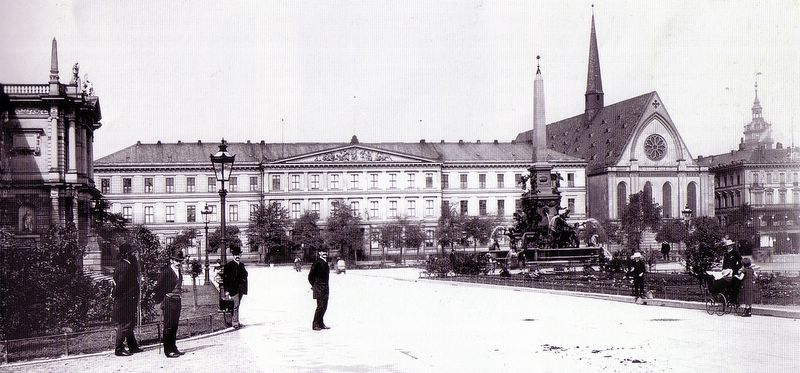
Augusteum und Paulinerkirche um die Jahrhundertwende

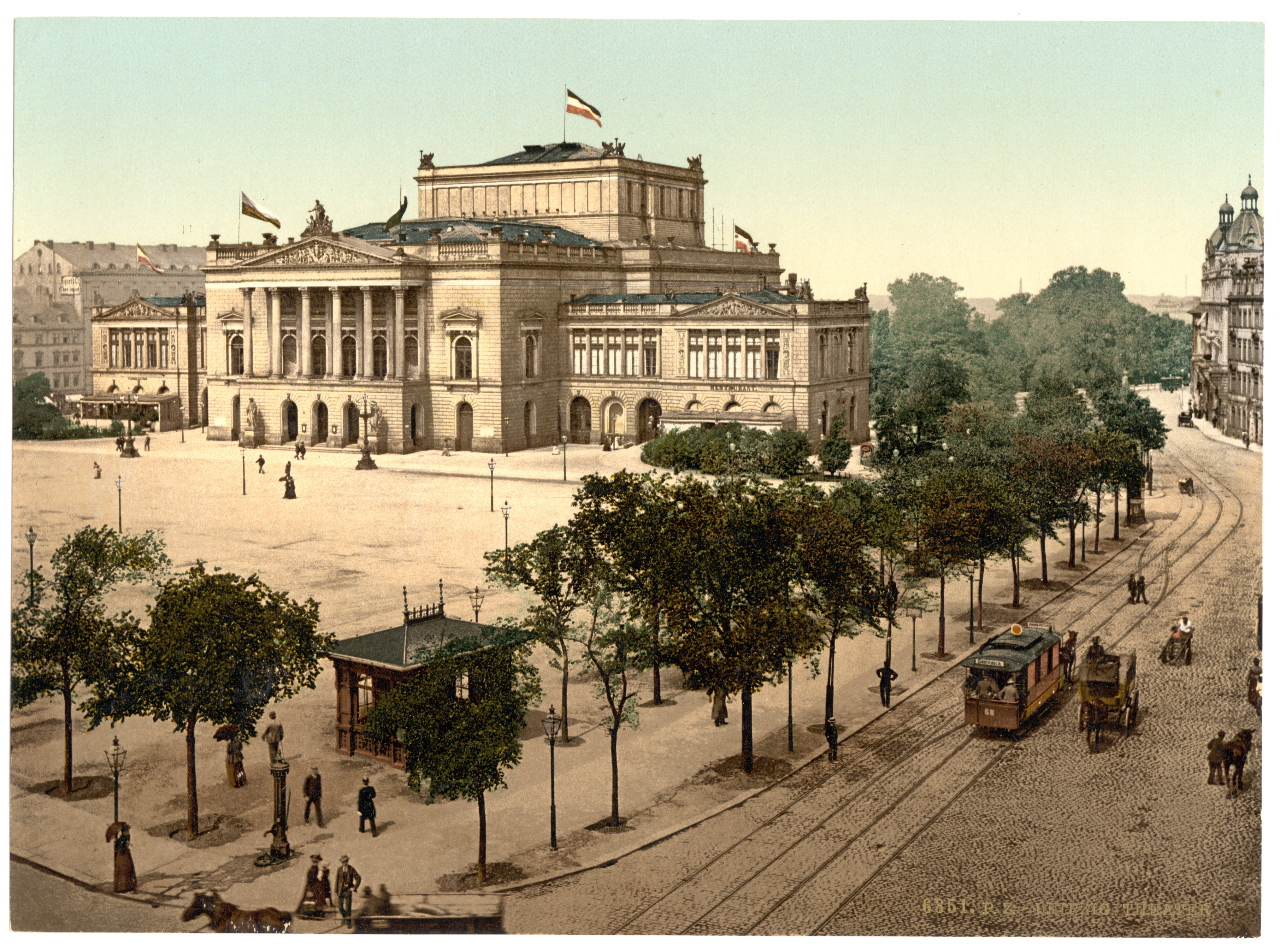
Leipzig um 1900 (Augustusplatz und Neues Theater)

Von 1899 bis 1905 wurde an Stelle der alten Pleißenburg, die abgerissen wurde, das Neue Rathaus errichtet. 1913 wurde das 91 m hohe Völkerschlachtdenkmal fertig gestellt. Es steht an der Stelle, an der die heftigsten Kämpfe tobten und die meisten Soldaten fielen. Dieses gewaltige Monument ist eines der Wahrzeichen Leipzigs.
Im Jahr 1900 wurde der Deutsche Fußball-Bund in Leipzig gegründet. Der VfB Leipzig wurde 1903 erster deutscher Fußballmeister.
Im Jahr 1912 wurde in Leipzig die Deutsche Bücherei gegründet, die Vorgängereinrichtung der Deutschen Nationalbibliothek. Sie wurde bis 1945 die wichtigste Sammlung deutschsprachiger Druckerzeugnisse.
Im Jahre 1913 wurde in Leipzig die Deutsche Lebens-Rettungs-Gesellschaft gegründet und letztmals die traditionelle Gelbe Suppe zelebriert.
Infolge der Industrialisierung, aber auch vielfältiger Eingemeindungen der Vororte, stieg am Ende des 19. Jahrhunderts die Bevölkerungszahl Leipzigs rasant an und ließ die Stadt vor dem Zweiten Weltkrieg mit über 700.000 Einwohnern zur fünftgrößten Stadt des Deutschen Reiches werden.
Im Ersten Weltkrieg starben rund 17.000 Leipziger Bürger. Im Zuge der Novemberrevolution 1918 etablierte sich auch in Leipzig ein Arbeiter- und Soldatenrat unter Führung der USPD, der bis zum Einrücken der Truppen des Freikorps-Führers Maercker im April 1919 bestand.
Mit der Allgemeinen Transportanlagen-Gesellschaft, den Mitteldeutschen Motorenwerken und dem Erla Maschinenwerk war die Stadt bis Kriegsende auch ein wichtiger Standort des Flugzeugbaus. Ab 1917 übernahm Leipzig die Patenschaft für Johannisburg in Ostpreußen zur Wiederaufbauhilfe.

### Buchgewerbe
„Bis zum Ausbruch des Ersten Weltkrieges galt das Buchgewerbe als der bedeutendste Wirtschaftsfaktor Leipzigs und der größte Arbeitgeber der Region. Etwa ein Zehntel der Einwohnerschaft Leipzigs [1914 etwa 600.000 Menschen] war in diesem Bereich tätig. [...] Im Laufe des 19. Jahrhunderts hatte sich Leipzig zum Organisations- und Kommunikationszentrum des Buchhandels und damit zur führenden Buchstadt entwickelt.“ Entscheidend dabei war v. a. der Kommissionsbuchhandel (d. h. die Vermittlung zwischen Verlagen und gewöhnlichen Buchhandlungen für den einzelnen Leser), den Leipzig extrem dominierte. „1914 vertraten in Leipzig 143 Kommissionäre ca. 11.000 Kommittenten. In Berlin nebst Vororten gab es 24 Kommissionäre, in Stuttgart nur acht, von denen die Berliner 226, die Stuttgarter 663 Kommittenten betreuten.“ Leipzig galt als „Stadt, in der jeder Buchhändler gewesen sein sollte, wenn er einen vollen Begriff von seinem Beruf, eine tiefe Kenntnis seines Gewerbes besitzen möchte“, so der zeitgenössische Kulturhistoriker Tornius. Allgemein bekannt war die Stadt für berühmte, etablierte Verlage wie Reclam, Teubner, Brockhaus, das Bibliographische Institut, Seemann, Baedeker, Hirzel, Barth und Velhagen & Klasing. Hinzu kamen etliche Neugründungen des späten 19. Jahrhunderts wie Eugen Diederichs (1904 Umzug nach Jena) oder der Insel Verlag. Im Bereich des Musikalienhandels war Leipzig unangefochten: Etwa 70 Musikverlage waren hier ansässig, darunter Breitkopf & Härtel, C. F. Peters und Friedrich Hofmeister, die zusammen mit einer weiteren Firma den größten Teil des weltweiten Bedarfs abdeckten.
Der 1825 in Leipzig gegründete Börsenverein stieg zum reichsweiten Dachverband auf und errichtete sich daher 1886–1888 für 1 Mio. RM auf 8.000 m² ein neues Gebäude, das Deutsche Buchhändlerhaus. Neben der Geschäftsstelle des Verbandes befanden sich hier die Redaktion der einschlägigen Branchenpublikationen (des Adreßbuches des Deutschen Buchhandels und des Börsenblattes) und die Buchhändler-Lehranstalt, die älteste deutsche Fachschule für das Buchgewerbe. „Die Versammlungen zu Kantate, dem vierten Sonntag nach Ostern, galten als die wichtigsten Zusammenkünfte des Buchhandels“, bei dem das „Patriziat“ der Branche zusammenkam, so die Familien Volckmar, Voerster, Brockhaus, Reclam und Meyer. 1898–1901 ließ der Deutsche Buchgewerbeverein auf dem Nachbargrundstück ein eigenes Gebäude für sich und diverse Spezialvereine der Branche bauen, von dem aus er die Ideale und Ziele der Buchkunstbewegung in Deutschland verbreitete.
Das technische Leistungsvermögen entsprach der regen Handels- und Verlagstätigkeit: Um 1907 beschäftigten mindestens neun Verlage mehr als 400 Arbeiter in ihren hauseigenen Druckereien. Die größten selbständigen Betriebe, die Noten- und Lichtdruckerei C. G. Röder und die Spamersche Buchdruckerei, beschäftigten jeweils 1.150 bzw. 1.200 Arbeiter. 1914 wurden im Statistischen Jahrbuch 323 Druckereien mit 18.307 Beschäftigten verzeichnet. Bei neun Großbuchbindereien, u. a. Fritzsche, Sperling und Fikentscher, waren zwischen 200 und 1.000 Arbeiter tätig. Zahlreiche große Firmen wickelten das gesamte Geschäft vom Verlag über den Druck bis zur Bindung in ihrem Haus ab. Hinzu kam der polygraphische Maschinenbau (z. B. Buchbindereimaschinen von Brehmer, Krause und Kleim & Ungerer, Druckmaschinen von Schelter & Giesecke, Druckwalzen von Felix Böttcher), die Farbherstellung (z. B. Berger & Wirth, Springer & Möller) und Papierherstellung und -handel (z. B. Sieler & Vogel und Ferdinand Finsch).
Der größte Teil des Buchgewerbes konzentrierte sich im sogenannten Graphischen Viertel, dem Vorstadtgebiet, das direkt östlich an die Altstadt angrenzte. Kurz vor dem Ersten Weltkrieg umfasste dieses Geschäftsviertel etwa 1 Quadratkilometer und galt als engste Konzentration der Buch- und Verlagsbranche in Europa. „Um die Johanniskirche breitet sich die Buchstadt Leipzig aus und mit einer gewissen Ehrfurcht betrachtet der junge Bücherfreund die Häuser mit all den berühmten Namen der großen Verleger und Buchdrucker, deren Organisationen sich in der Buchhändlerbörse und dem Buchgewerbehaus Zentralstätten geschaffen haben.“ Nach Ursprüngen um das altstadtnahe Postgebäude um 1840 expandierte das Viertel stetig Richtung Osten, wo es sich mit den Wohnvierteln seiner Arbeiter (z. B. Reudnitz) baulich verband, und erhielt mit dem Eilenburger Bahnhof einen eigenen, zentral gelegenen Eisenbahnanschluss. Der Erste Weltkrieg setzte der Bautätigkeit weitgehend ein Ende.

### Nationalsozialismus und Zweiter Weltkrieg
Von 1930 bis 1937 war Carl Friedrich Goerdeler Oberbürgermeister von Leipzig. 
Goerdeler begrüßte zunächst die Machtübernahme des NS-Regimes; er wurde aber nicht Mitglied der NSDAP. Als in Leipzig im November 1936 das Denkmal des jüdischen Komponisten Felix Mendelssohn Bartholdy abgerissen wurde, trat Goerdeler demonstrativ vom Amt des Oberbürgermeisters zurück; später zählte er zu den Widerständlern des 20. Juli 1944. Die Oberbürgermeister bis Kriegsende waren alle NSDAP-Funktionäre (siehe Liste der Bürgermeister der Stadt Leipzig).

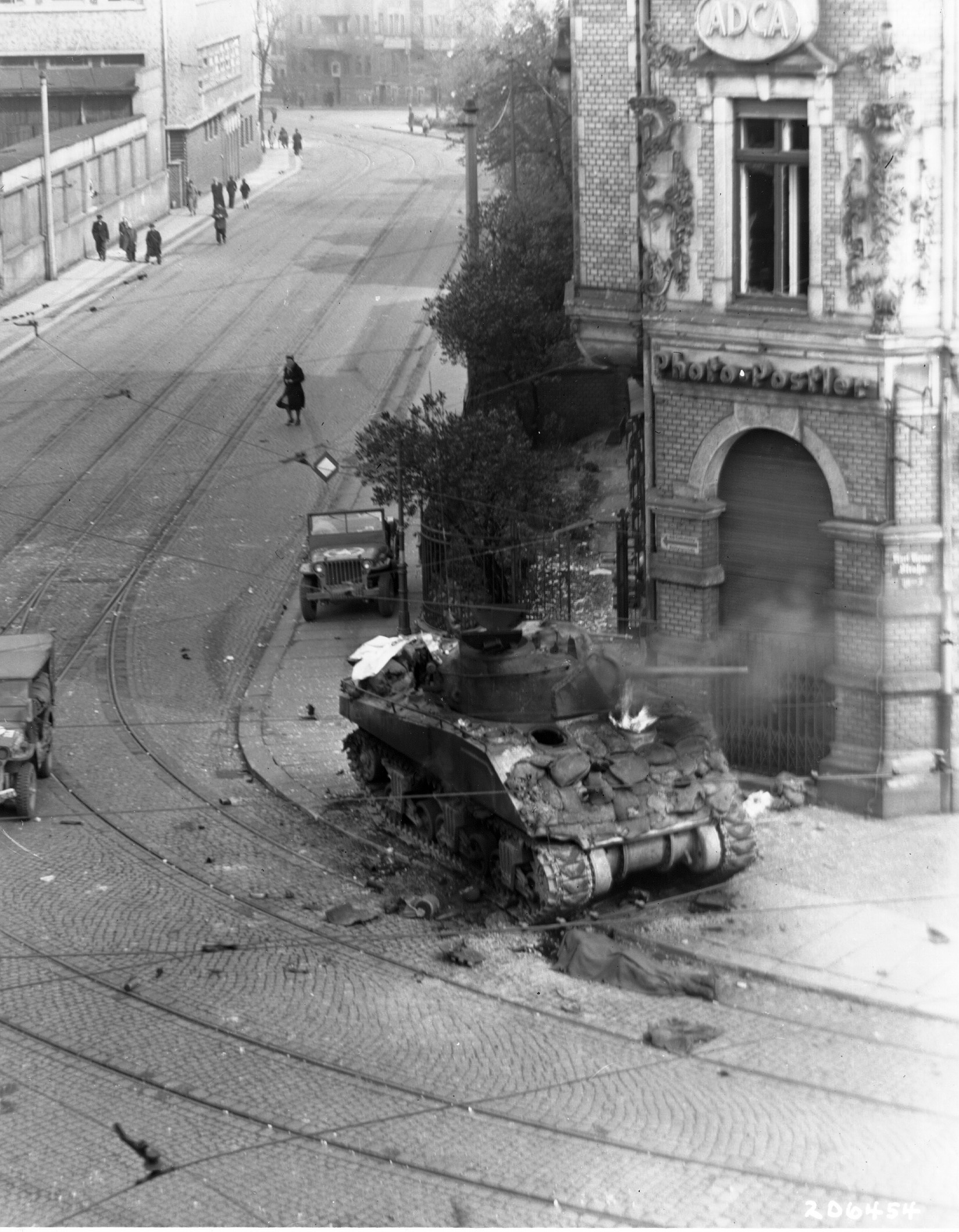
Brennender Panzer der 2. US-Infanteriedivision in der Lindenauer Karl-Heine-Straße vor dem Sitz der Allgemeinen Deutschen Credit-Anstalt am 18. April 1945

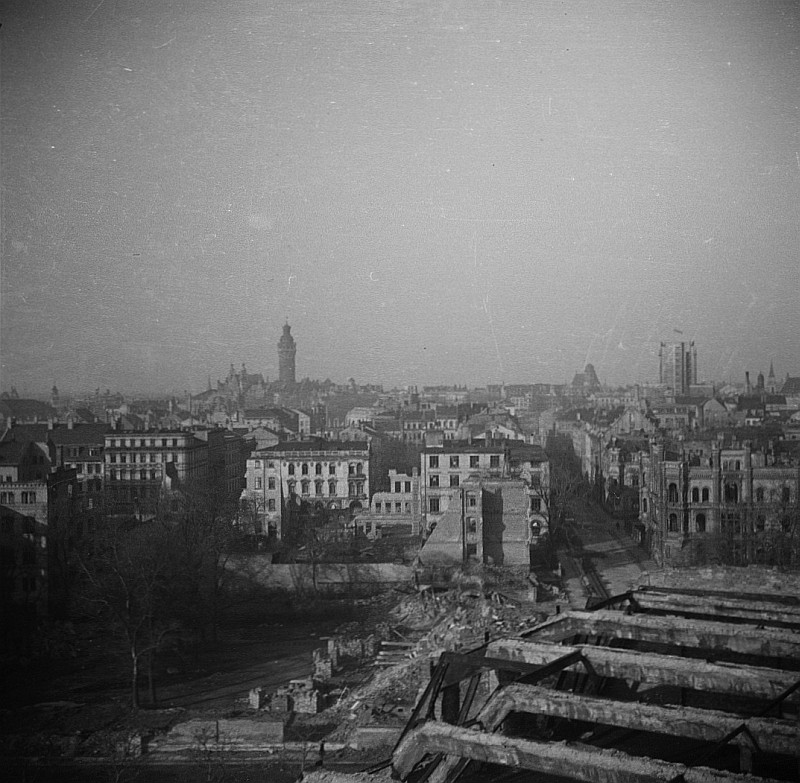
Blick auf die zerstörte Innenstadt um 1947.

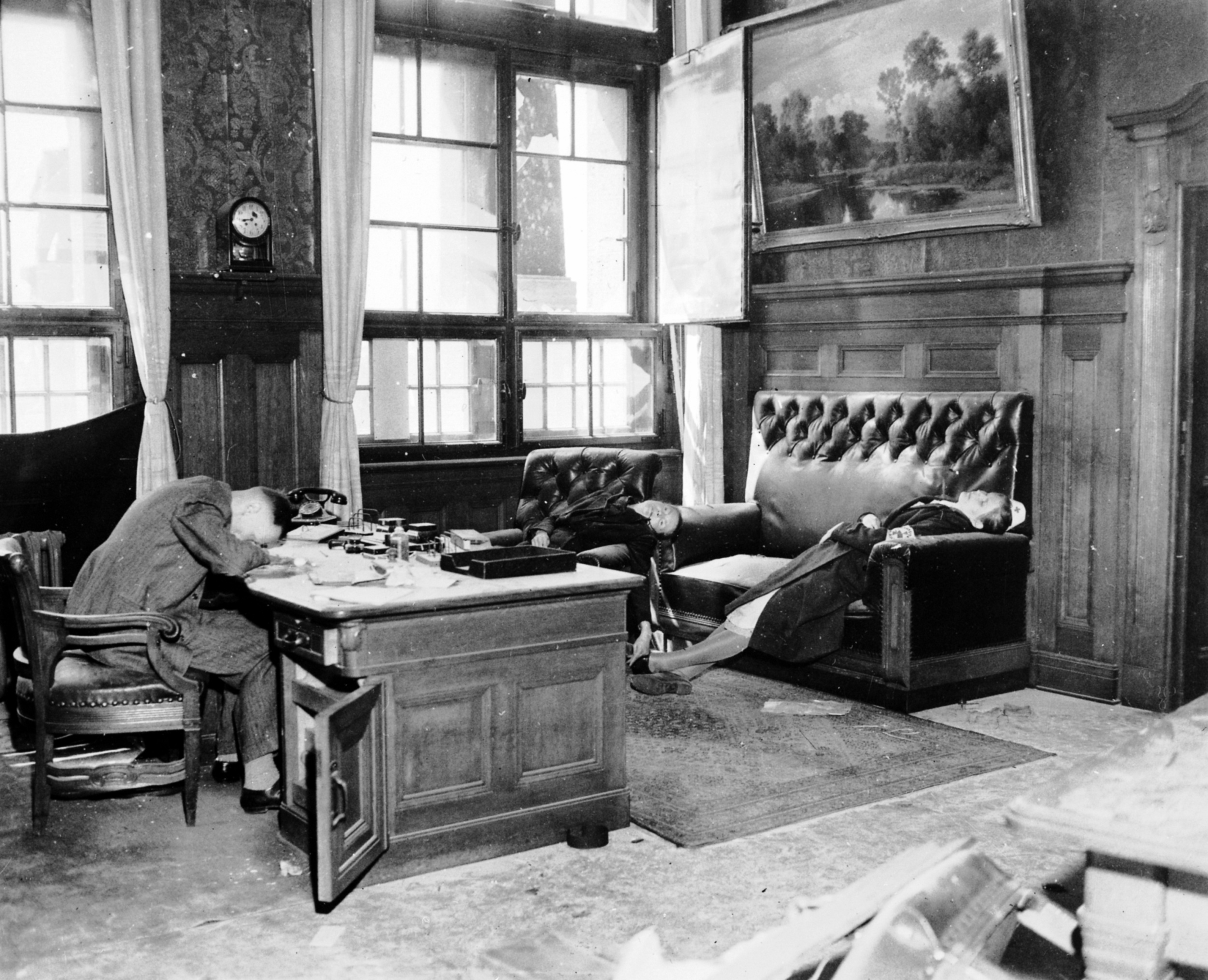
Außer der Familie von OB Freyberg verübte auch die des stellvertretenden OB Kurt Lisso Selbstmord im Rathaus (Foto), sowie der ehemalige OB und Volkssturm-Bataillonsführer Walter Dönicke, zudem mehrere seiner Offiziere. Ein Generalmajor, 175 Soldaten und 13 Gestapo-Männer wurden gefangen genommen.

Am 20. Dezember 1937 wurde die Stadt zur Reichsmessestadt Leipzig ernannt bzw. offiziell umbenannt.
Als 1942 tausende Leipziger Juden in Vernichtungslager deportiert wurden, gab es keinen Widerstand.
Den schwersten Luftangriff des Zweiten Weltkriegs auf Leipzig erlebte die Stadt am 4. Dezember 1943, als Bomber der Royal Air Force angriffen (Operation Haddock). Am 7. Juli 1944 flog die US-Luftwaffe einen Angriff, bei dem der Hauptbahnhof erheblich beschädigt wurde.
Anfang April 1945 standen Hans von Ziegesar (Kommandant von Leipzig seit Januar 1943) etwa 1.000 Soldaten und (nur noch) acht Volkssturm-Bataillone für die Verteidigung der Stadt zur Verfügung. Wenige Tage später wurde von Ziegesar von Oberst Hans von Poncet als Kampfkommandant abgelöst. Generalmajor der Polizei Wilhelm von Grolman befehligte etwa 3400 Polizisten. Von Grolman forderte von Poncet auf nicht zu kämpfen; insbesondere forderte er, die Brücken über die Weiße Elster nicht zu sprengen, weil darin Versorgungsleitungen für Gas, Wasser und Strom lagen, die die westlichen Stadtteile versorgten. Die Brücken wurden tatsächlich nicht gesprengt.
Leipzig war vor und während des Zweiten Weltkriegs ein bedeutender Rüstungs- und Wirtschaftsstandort.
Zwischen 1939 und 1945 wurden hier mindestens 60.000 Frauen und Männer, Mädchen und Jungen aus allen Teilen Europas zur Arbeit gezwungen. Auf dem Stadtgebiet gab es mehrere Außenlager des KZ Buchenwald. Die weiblichen und männlichen Häftlinge mussten unter schwersten Bedingungen für Munitionsproduzenten wie der HASAG und dem Flugzeughersteller Erla arbeiten. Am 12. April 1945 wurden im Zuge von Kriegsendphasenverbrechen 53 deutsche und ausländische Häftlinge aus zwei Leipziger Gefängnissen am Stadtrand ermordet. Am nächsten Tag fielen 32 Polizeihäftlinge (Deutsche, Franzosen, Österreicher und Tschechen) in einer Leipziger Wehrmachts-Kaserne NS-Mördern zum Opfer.
Am 18. April 1945 besetzten Einheiten der 1. US-Armee Leipzig und schlugen ihr Hauptquartier im Hotel Fürstenhof auf. Es gab vereinzelt bewaffneten Widerstand.
Von Poncet bestand auf einem Endkampf. Auch nachdem der Widerstand im Rathaus zusammengebrochen war (der OB Alfred Freyberg, seine Frau und seine Tochter begingen Suizid) verschanzten sich von Poncet und etwa 150 Kämpfer im Sockel des Völkerschlachtdenkmals; sie hatten 17 US-Gefangene. Einen Tag später ergaben sie sich.
Von Ziegesar wurde am 19. April 1945 von Soldaten der US-Army gefangen genommen; mit einer Kapitulationsurkunde überreichte er formal die Stadt Leipzig.
Am 2. Juli übernahm die sowjetische Armee aufgrund des 1. Londoner Zonenprotokolls von 1944 und der Beschlüsse der Konferenz von Jalta als Bestandteil der sowjetischen Besatzungszone die Stadt. Die sowjetische Militäradministration (SMAD) bildete den „Rat der Stadt“ und die Stadtverordnetenversammlung; deren Zusammensetzung zu DDR-Zeiten die Sozialistische Einheitspartei Deutschlands (SED) diktierte.
Die mit dem Einzug der sowjetischen Besatzungsmacht einsetzenden politischen Veränderungen fanden ihren Ausdruck auch in den zahlreichen Namensänderungen von Straßen. Monarchistische und nationalsozialistische Namen wurden durch solche von Widerstandskämpfern gegen den Nationalsozialismus ersetzt.

### DDR-Zeit

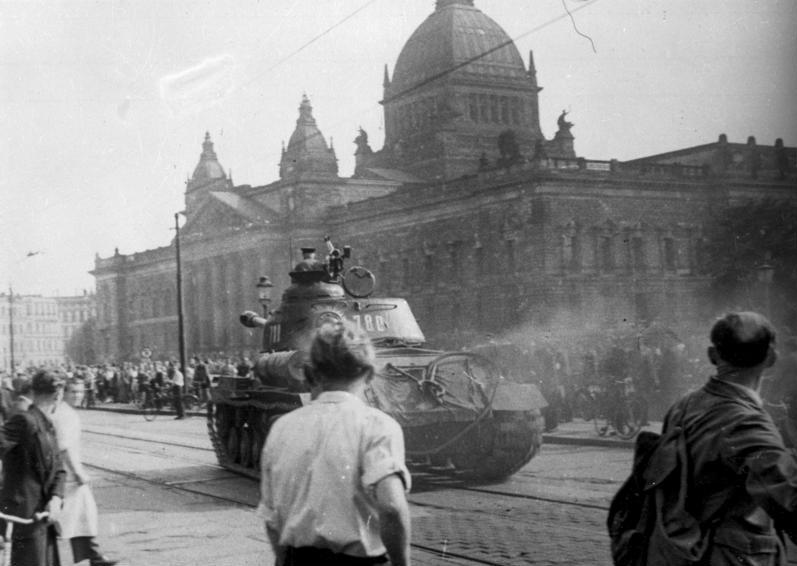
Sowjetischer Panzer vor Georgi-Dimitroff-Museum (ehemaliges Reichsgerichtsgebäude), ca. 17. Juni 1953 (Arbeiteraufstand).

Die deutsche Teilung infolge des Zweiten Weltkrieges stellt nicht zuletzt insofern einen deutlichen Einschnitt in der Leipziger Stadtgeschichte dar, als die Stadt von den Entwicklungen westdeutscher Städte abgekoppelt wurde und daher einen ökonomischen und soziokulturellen Bedeutungsverlust erlitt.
Mit der 1952 in der DDR durchgeführten Verwaltungsreform wurde Leipzig Bezirksstadt des Bezirks Leipzig.
1955/1956 wurde aus Trümmerschutt das Zentralstadion errichtet, welches mit über 100.000 Sitzplätzen das größte Stadion Europas war.

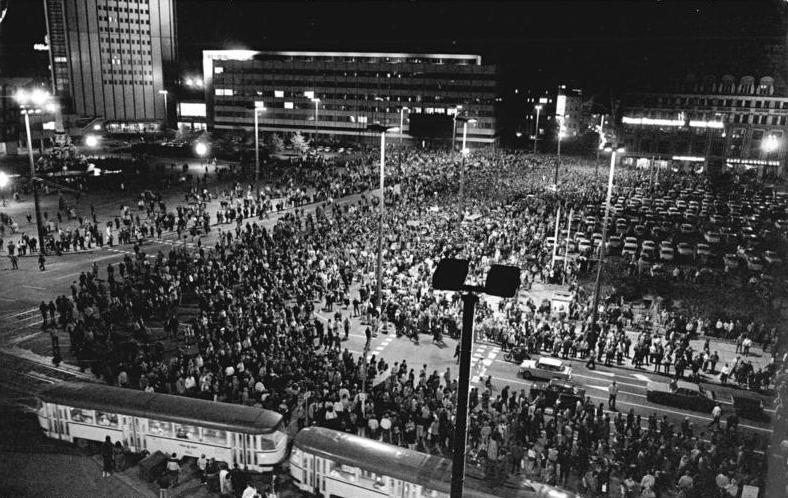
Montagsdemonstration in Leipzig, 1989

Im Zuge des Neubaus des zentralen Campus der Karl-Marx-Universität am Karl-Marx-Platz unter sozialistischen Vorzeichen erfolgte im Mai 1968 die Sprengung der Leipziger Universitätskirche. Die Sprengung des siebenhundert Jahre alten und gänzlich intakten Gotteshauses wird mitunter besonders dem Drängen des SED-Vorsitzenden und gebürtigen Leipzigers Walter Ulbricht zugeschrieben.
1969 wurde die S-Bahn Leipzig eröffnet.
Wie in anderen Orten der DDR bot die Kirche auch in Leipzig verschiedenen Oppositionsbewegungen ein Forum. Die in der Sowjetunion einsetzenden gesellschaftlichen Reformen (Glasnost und Perestroika) führten Mitte der 1980er Jahre vermehrt zu politischen Eigeninitiativen dieser Gruppen, die sich in erster Linie gegen Missstände in der Gesellschaft (fehlende Meinungs-, Versammlungs- und Pressefreiheit, Wahlfälschung bei Kommunalwahlen, Umweltverschmutzung) richteten. In diesem Zuge bekamen die seit September 1982 in der Leipziger Nikolaikirche durchgeführten montäglichen Friedensgebete eine politische Relevanz verliehen, als deren Besucherzahl Ende 1988 aufgrund der verstärkten gesellschaftlichen Debatte in der DDR zu steigen begann. In der Folgezeit nahmen trotz Verbotes von oppositionellen Gruppen initiierte Protestaktionen weiterhin zu, was wiederholt zu zahlreichen Festnahmen von Teilnehmern durch die staatlichen Sicherheitsorgane führte. Im Zuge des 40. Jahrestages der DDR erlebte die Protestwelle im Herbst 1989 ihren Höhepunkt, als Leipzig schließlich Schauplatz von Massendemonstrationen mit mehreren Hunderttausend Teilnehmern war. Die nicht zuletzt auch auf Initiative regionaler Vertreter von Kultur, Kirche und SED ohne staatliche Gewalteinmischung verlaufenen Leipziger Kundgebungen verkörperten letztendlich das Bild des zeitgleich in der gesamten DDR ausgeübten friedlichen Protests der Bürger gegen die vorherrschenden gesellschaftspolitischen Zustände in ihrem Land. In dessen Folge standen die Öffnung der innerdeutschen Grenze und die Demokratisierung des gesellschaftlichen Systems sowie die deutsche Wiedervereinigung.

## Entwicklung seit 1990
Es lässt sich konstatieren, dass, obwohl seitens der Stadt großer Wert auf traditionelle Attribute und Funktionen wie ihre Rolle als Messe-, Medien- und Universitätsstadt gelegt wird, Leipzig einen großen Teil seiner nationalen Bedeutung vor dem Zweiten Weltkrieg verloren hat. So war Leipzig als bedeutender Wirtschaftsstandort der DDR in besonderem Maße von den wirtschaftlichen Umstrukturierungen nach der deutschen Wiedervereinigung betroffen. Viele örtliche Industriebetriebe und Verlage konnten sich unter den veränderten Rahmenbedingungen nicht lange halten. Durch das Ende der traditionellen Frühjahrs- und Herbstmessen veränderte sich auch die Rolle als Messestandort. Versinnbildlicht wird dieser Umstand durch die Schaffung eines Neuen Messegeländes, das 1996 eröffnet wurde. Die Universität hat ihre nationale und internationale Bedeutung nicht über zwei Systemwechsel retten können.
In den neunziger Jahren wirkten sich Abwanderungstendenzen in die alten Bundesländer, Suburbanisierungsprozesse und die Verlagerung des Einzelhandels aus dem Stadtzentrum in Randlagen negativ auf das Stadtgefüge aus. Ein Teil der Bevölkerungsverluste wurde durch umfangreiche Eingemeindungen im Zeitraum von 1994 bis 2001 ausgeglichen. Seit 2001 verzeichnet Leipzig zunehmende Wanderungsgewinne, die auch in einer hohen Sanierungstätigkeit in den Gründerzeitquartieren zu Buche schlagen. Ein Teil dieses Prozesses liegt in einer gewissen wirtschaftlichen Konsolidierung begründet. Die Stadt bemühte sich einerseits um die Ansiedlung großer Industrieunternehmen wie BMW, Porsche oder Siemens und andererseits mit Unternehmen wie Amazon und DHL um eine Profilierung als Logistikstandort.
Auch an die Bedeutung als Sportstadt versuchte Leipzig – mit allerdings zunächst fragwürdigem Erfolg – anzuknüpfen. Im Zuge der Fußball-Weltmeisterschaft 2006 wurde das „alte“ Zentralstadion abgerissen und als reines Fußballstadion (Spielstätte des Vereins RB Leipzig) neu errichtet. Ebenso bewarb sich die Stadt um die Ausrichtung der Olympischen Sommerspiele 2012 und setzte sich 2003 im deutschen Vorentscheid gegen Hamburg, Düsseldorf, Frankfurt am Main und Stuttgart durch, wurde jedoch vom IOC nicht als Kandidatenstadt anerkannt.
Auch die Innenstadt veränderte ihr Gesicht in den letzten Jahrzehnten erheblich, ohne dass diese Prozesse bisher zu einem Abschluss gekommen wären. Waren diese zunächst vor allem von Sanierungsvorhaben geprägt, wobei auch Jürgen Schneider eine wichtige Rolle spielte, entstanden insbesondere auf Brachflächen und anstelle von zu DDR-Zeiten errichteten Gebäuden viele Neubauten. Bedeutende bauliche Maßnahmen sind der Umbau des Hauptbahnhofs, der Neubau des Museums der bildenden Künste auf dem Sachsenplatz, der Neubau der Universität am Augustusplatz sowie das Einkaufszentrum Höfe am Brühl in der nördlichen Innenstadt. Im Zuge des Universitätsneubaus kam es zu einer mehrjährigen kontroversen Diskussion, ob und inwieweit die 1968 gesprengte Universitätskirche wieder aufgebaut werden solle. 2004 wurde entschieden, dass der zu errichtende Neubau einer Universitätsaula in seinen architektonischen Formen auf die Kirche Bezug nehmen sollte. Nach einem internationalen Architekturwettbewerb wurde der Entwurf des niederländischen Architekten Erick van Egeraat realisiert und unter dem Namen Paulinum zum 608. Jubiläum der Universität 2017 fertig gestellt.
Als infrastrukturelles Großprojekt sticht der 2003 bis 2013 gebaute City-Tunnel heraus.
Am 23. September 2008 erhielt Leipzig den von der Bundesregierung verliehenen Titel „Ort der Vielfalt“.
Nachdem Leipzig bereits im Jahr 1865 den 6. und im Jahr 1913 den 18. Deutschen Feuerwehrtag ausrichtete, fand vom 7. bis 13. Juni 2010 der 28. Deutscher Feuerwehrtag ebenfalls dort statt.
2016 wurde Leipzig der Ehrentitel „Reformationsstadt Europas“ durch die Gemeinschaft Evangelischer Kirchen in Europa verliehen.
2024 war Leipzig als einzige ostdeutsche Stadt mit einem UEFA-tauglichen Stadion Host City der Fußball-Europameisterschaft 2024 mit 4 Spielen. Mit RB Leipzig ist Leipzig seit der Saison 2016/17 in der Bundesliga und in manchen Jahren auch in der UEFA Champions League und der UEFA Europa League vertreten.

## Eingemeindungen
In die Stadt Leipzig wurden folgende Gemeinden und Gemarkungen eingegliedert:
| Jahr       | Eingemeindungen | Einwohner am 01.01. |
| ---------- | --- | ------------------- |
| 1889       | Anger-Crottendorf, Reudnitz |                     |
| 1890       | Eutritzsch, Gohlis, Neureudnitz, Neuschönefeld, Neustadt, Sellerhausen, Thonberg, Volkmarsdorf |                     |
| 1891       | Connewitz, Kleinzschocher, Lindenau, Lößnig, Plagwitz, Schleußig |                     |
| 1892       | Neusellerhausen | 179.689 (357.122 1) |
| 1904       | Rittergutsbezirk Lößnig |                     |
| 1909       | Rittergutsbezirk Kleinzschocher |                     |
| 1910       | Dölitz (mit Meusdorf), Dösen, Möckern, Probstheida, Stötteritz, Stünz | 589.850             |
| 15.02.1915 | Mockau, Schönefeld |                     |
| 1922       | Großzschocher-Windorf, Leutzsch, Paunsdorf, Wahren |                     |
| 01.04.1925 | Gutsbezirke Burgaue, Kaserne 106 Möckern, Rittergutsbezirke Dölitz, Großzschocher (mit Vorwerk Windorf), Leutzsch (mit Barneck), Möckern, Paunsdorf, Schönefeld, Stötteritz (unterer Teil mit Vorwerk Meusdorf) |                     |
| 01.04.1930 | Abtnaundorf (mit Heiterblick), Knautkleeberg, Schönau, Thekla |                     |
| 15.05.1935 | Portitz | 705.782             |
| 01.04.1936 | Knauthain | 699.300             |
| 1979       | Flurstücke der Gemarkungen Großmiltitz und Lausen | 563.980             |
| 01.01.1993 | Hartmannsdorf | 496.647             |
| 30.04.1994 | Gemarkung Flickert, Flurstücke der Gemarkung Göhrenz | 490.851             |
| 01.01.1995 | Lausen | 481.121             |
| 01.07.1996 | Plaußig | 470.778             |
| 01.07.1997 | Seehausen (mit Göbschelwitz, Gottscheina, Hohenheida) | 457.173             |
| 01.01.1999 | Böhlitz-Ehrenberg, Engelsdorf, Holzhausen, Liebertwolkwitz, Lindenthal, Lützschena-Stahmeln, Miltitz, Mölkau, Wiederitzsch, Gemarkungen Bösdorf, Knautnaundorf, Rehbach, Flurstücke der Gemarkung Eythra        | 491.086             |
| 01.01.2000 | Burghausen, Rückmarsdorf | 489.532             |

Eine ausführlichere Liste der Einwohnerzahlen befindet sich unter Einwohnerentwicklung von Leipzig.

## Historische Festung Leipzig
Die Festungswerke von Leipzig wurden 1546 vom Kurfürsten Moritz in Auftrag gegeben. Zu ihrer Verwaltung wurde ein Kommandant bzw. später ein Gouverneur ernannt. Seit dem Frieden von Hubertusburg 1763 waren die Verteidigungswerke aber nicht mehr einsatzfähig.

### Kommandanten
- 1546 Oberst von Ebeleben
- 1546 Oberst Sebastian von Wallwitz
- 1547 Oberst von Dieskau
- 1551 Oberst Baron Johannes von Heydeck († 1554)
- 1554 Vakanz
- 1593 Hans George von Osterhausen
- 1593 Oberst von Biesenroth
- 1594 Alexander von Miltitz, Statthalter (unter ihm von Geßler Oberst und Kommandant)
- 1598 Vakanz
- 1624 Oberst Hans von Dieskau
- 1636 Oberst August Adolf von Drandorf
- 1640 Oberst Joachim von Schleinitz
- 1642 Axel von Lilien, Schwedische Besatzung
- 1650 Generalmajor Wolff Christoph von Arnim, ab 1661 Kommandant von Wittenberg
- Vakanz

### Gouverneur
- 1693 Generalleutnant Hans Rudolph von Minckwitz
- 1702 Generalleutnant Carl Gottlob von Neitschütz
- 1720 Generalleutnant Adam Heinrich Bose (ad interim)
- 1720 General Graf von Seckendorf (resignirte)
- 1723 Generalleutnant Graf Joachim Friedrich von Flemming (1665–1740)
- 1740 Generalleutnant Graf Karl Friedrich Gottlieb zu Castell-Remlingen (1679–1743)
- 1743 General der Kavallerie Wichmann von Klingenberg
- 1750 Generalleutnant Johann August von Haxthausen († 1762)
- 1763 Generalleutnant Christian von Plötz († 1777)
- 1773 Generalleutnant Graf Johann Friedrich Vitzthum von Eckstädt († 1786)
- 1802 Generalleutnant Constantin Hartwig von Nostitz († 1809)
- 1806 General Pierre Macon († 1806)
- 1810 Generalleutnant Georg Friedrich August von Polenz († 1815)
- 1813 General Jean Toussaint Arrighi de Casanova († 1853)